# Taxeotis adelia
Taxeotis adelia là một loài bướm đêm trong họ Geometridae.